# Empoascanara quarta
Empoascanara quarta är en insektsart som beskrevs av Irena Dworakowska 1979. Empoascanara quarta ingår i släktet Empoascanara och familjen dvärgstritar. Inga underarter finns listade i Catalogue of Life.